# Albert Quiquet
Albert Quiquet (1862 – 22 de agosto de 1934) foi um atuário e estatístico francês, mais conhecido por sua atuação na transcrição e edição das aulas apresentadas por Henri Poincaré e publicadas com o título Calcul des probabilités.
Quiquet foi palestrante convidado do Congresso Internacional de Matemáticos em Roma (1908), em Cambridge (1912) e em Bolonha (1928).